# Ho ra máu
Ho ra máu là bệnh khi ho ra đờm có lẫn máu từ phế quản, thanh quản, khí quản, hoặc phổi.

## Nguyên nhân
Có 4 nguyên nhân chính là K phổi, Lao phổi, tắc động mạch phổi và giãn phế quản